# كفر عقاب
كفر عقاب هي إحدى القرى اللبنانية من قرى قضاء المتن في محافظة جبل لبنان.
تقع في أعالي قضاء المتن على ارتفاع 1200 م عن سطح البحر وعلى مسافة 40 كم عن بيروت عبر بكفيّا-الخنشارة-طريق بسكنتا. محاطة بغابات الصنوبر والسنديان. زراعتها كرمة وتفّاح. من آثارها بقايا بناء يُقال أنّه كان قصراً لأمراء المردة، وينبوع ماء قديم يُعرف بعين الملوك، حوله أشجار ضخمة معظمها من السنديان، ربمّا عاد تاريخها إلى ما قبل القرن الخامس عشر، ونواويس منحوتة في الصخر وحجارة أبنية قديمة العهد، من شأنها أن تثبت أنّ القرية قد سُكنت منذ العهود الفينيقيّة. فيها كنيسة سيّدة الخرائب للروم الكاثوليك- كنيسة سيّدة النيّاح للروم الأورثوذوكس وكنيسة سيدة البشارة للروم الأورثوذوكس.

## معرض صور

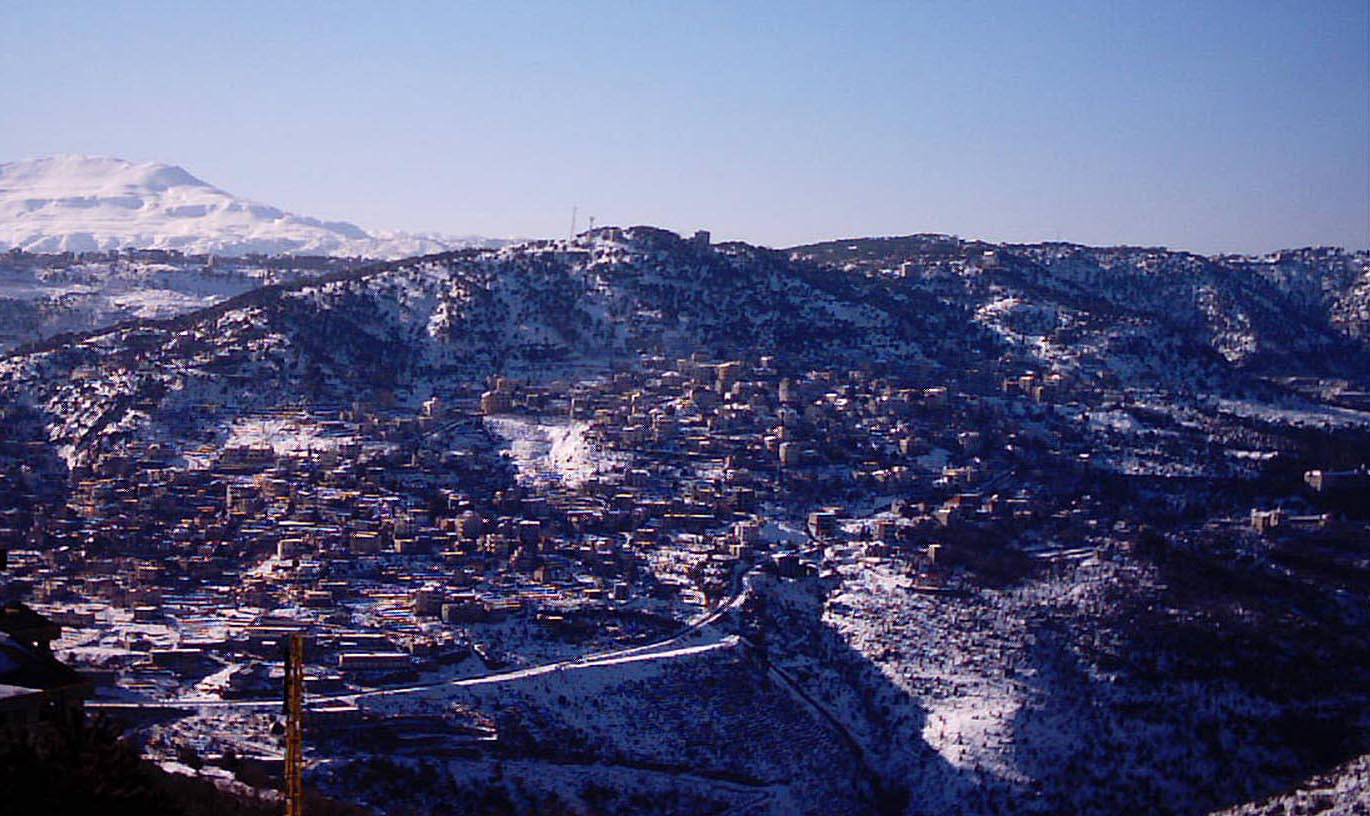
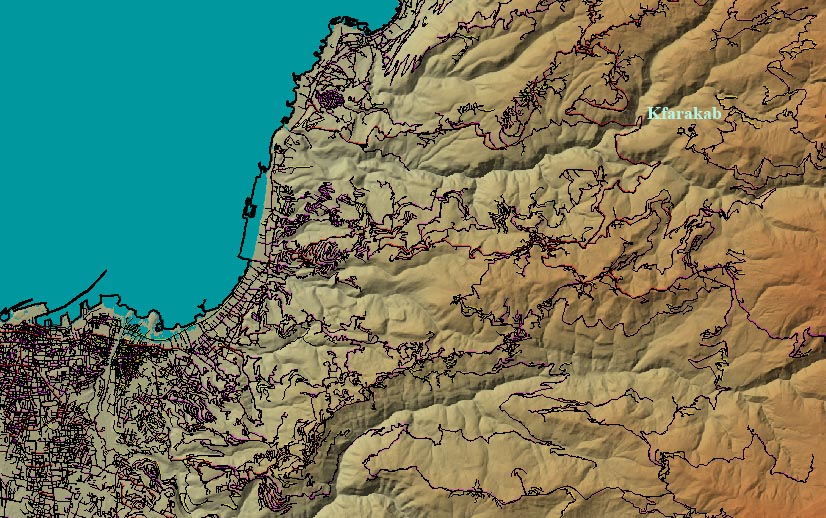
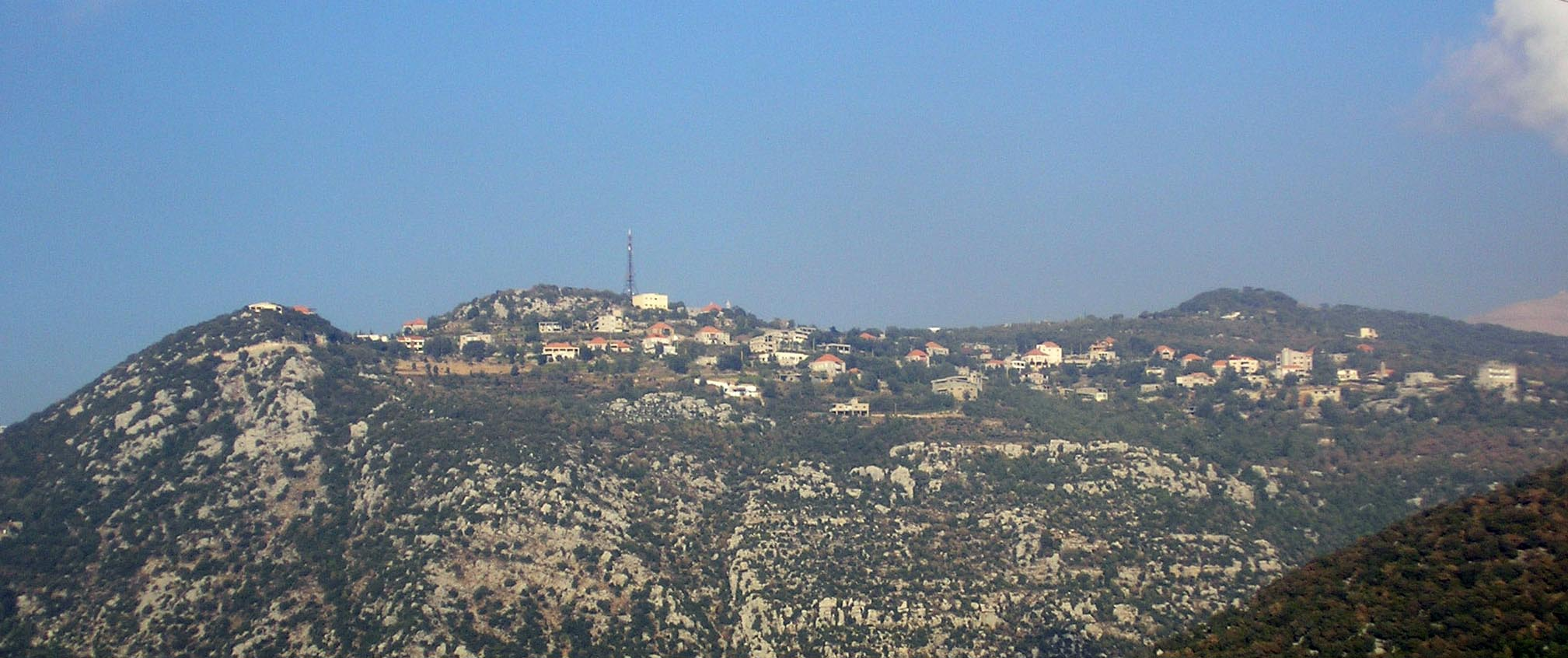
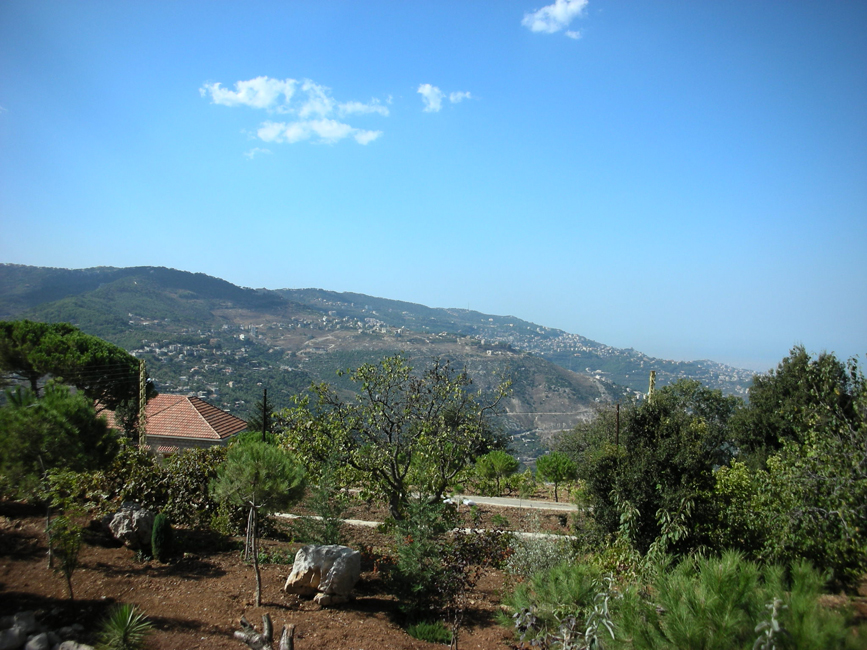
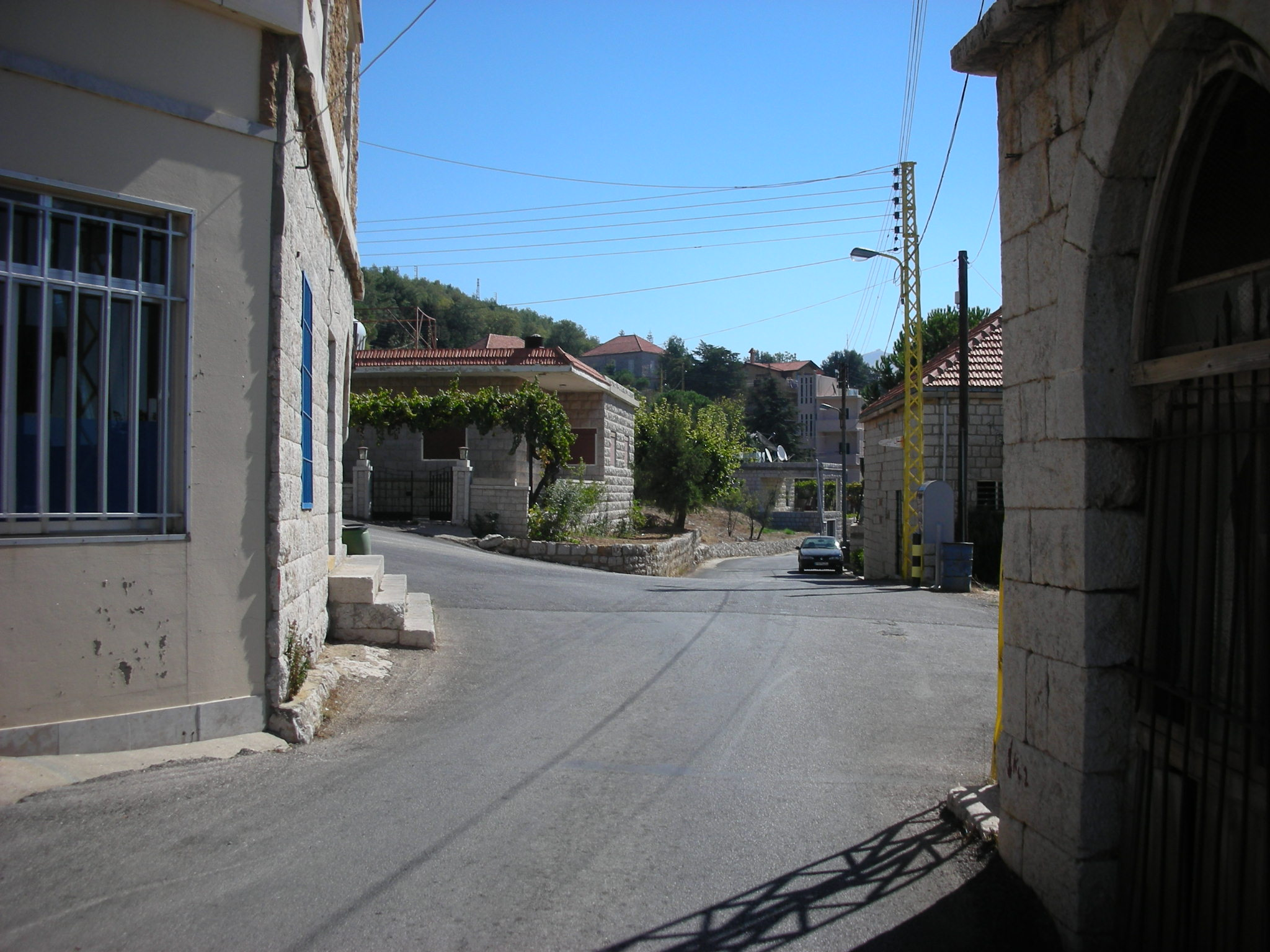